# Edward L. Jones House
La Edward L. Jones House est une maison américaine à Paradise Valley, dans le comté de Maricopa, en Arizona. Construite en 1932 dans le style Pueblo Revival, elle est inscrite au Registre national des lieux historiques depuis le 13 décembre 1996.